# Levi Strauss
Levi Strauss (/ˈlefɪ ˈstraʊs/ Lefi STRAWSS; Löb Strauß en idioma alemán; Buttenheim, Baviera, 26 de febrero de 1829-San Francisco, California, 26 de septiembre de 1902) fue un empresario germano-estadounidense, fundador de Levi Strauss & Co, uno de los mayores fabricantes de prendas de vestir en el mundo.

## Biografía
Levi Strauss nació en una familia judía en Buttenheim el 26 de febrero de 1829, en la región de Franconia del Reino de Baviera en la Confederación Alemana. Era hijo de Hirsch Strauss y su segunda esposa, Rebecca Strauss (de soltera Haas).Criado en Baviera en el seno de una familia judía asquenazí. En 1847 emigró a Nueva York a los 18 años, junto a sus hermanas y su madre, donde son recibidos por familiares maternos, y para unirse a sus hermanos Jonas y Louis, quienes habían comenzado un negocio mayorista en la ciudad de Nueva York llamado J. Strauss Brother & Co., en el 108 de Liberty Street en Manhattan.  Strauss trabajó como vendedor ambulante de los productos de la tienda de sus hermanos: calderos, mantas y artículos de costura. Se trasladó a San Francisco en 1853 para abrir una pequeña tienda que creció hasta convertirse en un próspero negocio. 

## Carrera empresarial
La hermana de Levi, Fanny, y su esposo David Stern se mudaron a St. Louis, Misuri, mientras que Levi fue a vivir a Louisville, Kentucky, y vendió los suministros de sus hermanos allí. Levi se convirtió en ciudadano estadounidense en enero de 1853.
La familia decidió abrir una sucursal de su negocio de productos no perecederos en la Costa Oeste, en San Francisco, que era el centro comercial de la Fiebre del Oro de California. Levi fue elegido para representarlos, y tomó barcos de vapor hacia San Francisco vía Panamá, donde llegó a principios de marzo de 1854 y se unió a la familia de su hermana.

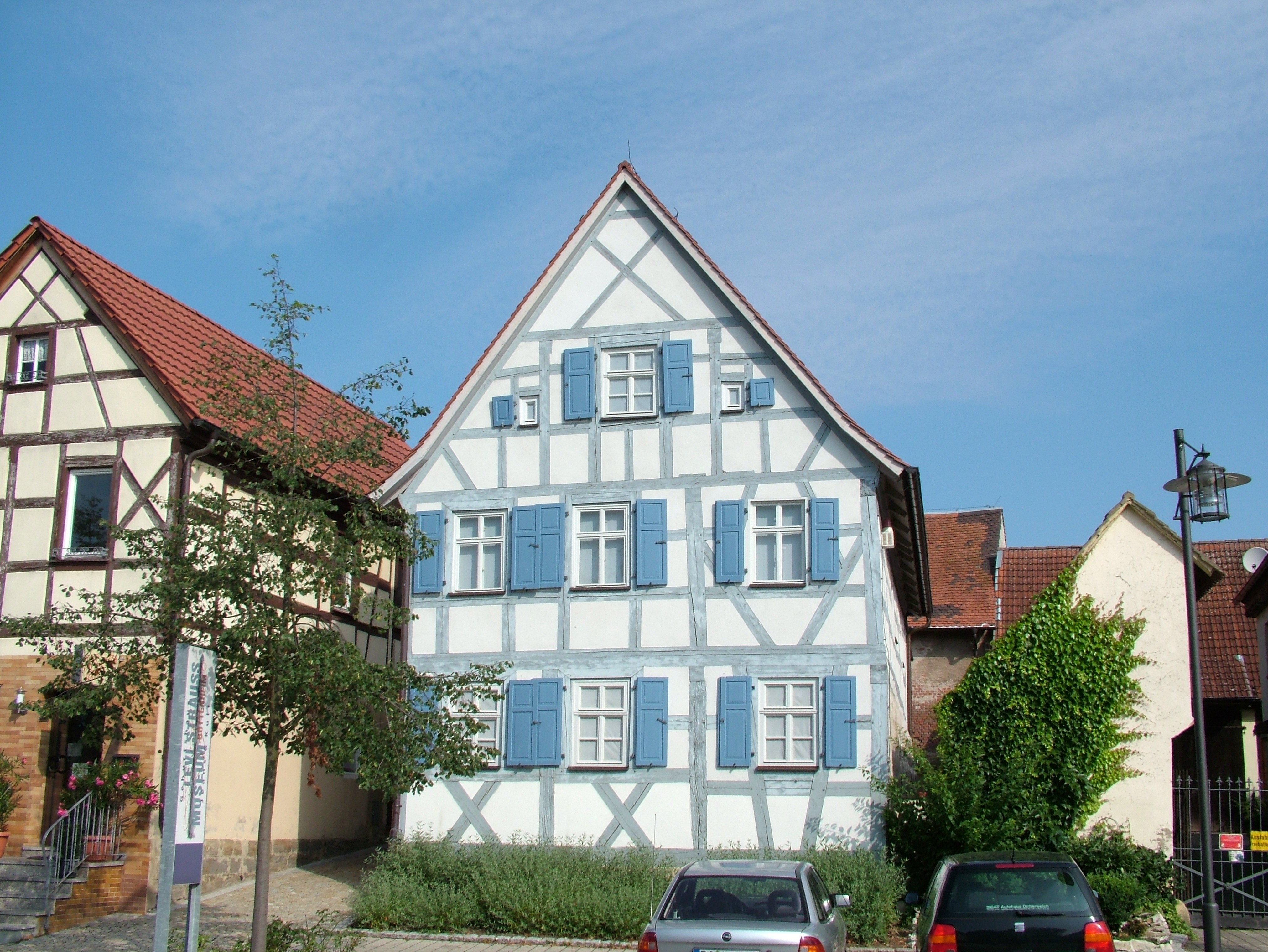
Lugar de nacimiento de Levi Strauss

Strauss abrió su negocio mayorista como Levi Strauss & Co. e importó productos textiles de sus hermanos en Nueva York, incluyendo ropa, sábanas, mantas, peines, monederos y pañuelos. Hizo tiendas de campaña y más tarde jeans mientras vivía con la creciente familia de Fanny. El sastre Jacob W. Davis de Reno, Nevada, era uno de sus clientes; en 1871, habiendo inventado una forma de reforzar los pantalones de trabajo con remaches, se asoció con Strauss para producirlos en masa. Levi Strauss & Co fue la primera compañía en la historia en producir pantalones vaqueros. 

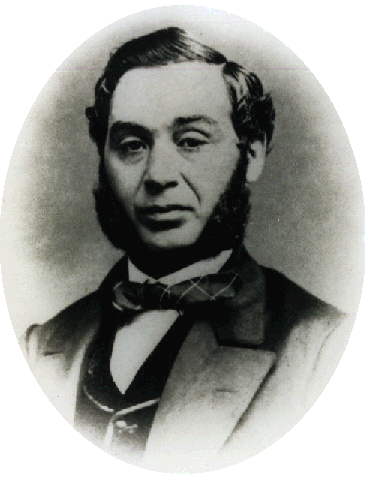
Levi Strauss en 1850

En 1872, Jacob Davis, un sastre nacido en el seno de una familia judía de Riga, quien le compraba regularmente prendas a Levi, le comunicó a este el inconveniente que presentaban sus pantalones: los bolsillos se descosían fácilmente con el duro trabajo de la mina. Ambos encontraron una posible solución: reforzar las esquinas de los bolsillos con remaches. Al año siguiente, Davis pidió a Strauss que lo ayudara a solicitar una patentejuntos solicitaron la patente del proceso y el 20 de mayo de 1873 llegó la concesión de esta y de la marca registrada de USA. Así nacía oficialmente el primer pantalón remachado de Levi's y se inició la producción de la prenda de vestir más fabricada de todos los tiempos: el jean o vaqueros.

## Muerte
Levi Strauss nunca se casó y murió el 26 de septiembre de 1902 a los 73 años en San Francisco. Su patrimonio valía aproximadamente $30 millones (equivalente a $855 millones en 2023). El único hijo del sobrino de Levi, Sigmund Stern, Elise Fanny Stern, se casó con Walter A. Haas, el hijo de Abraham Haas, cuyos descendientes son los actuales propietarios de Levi Strauss & Co.

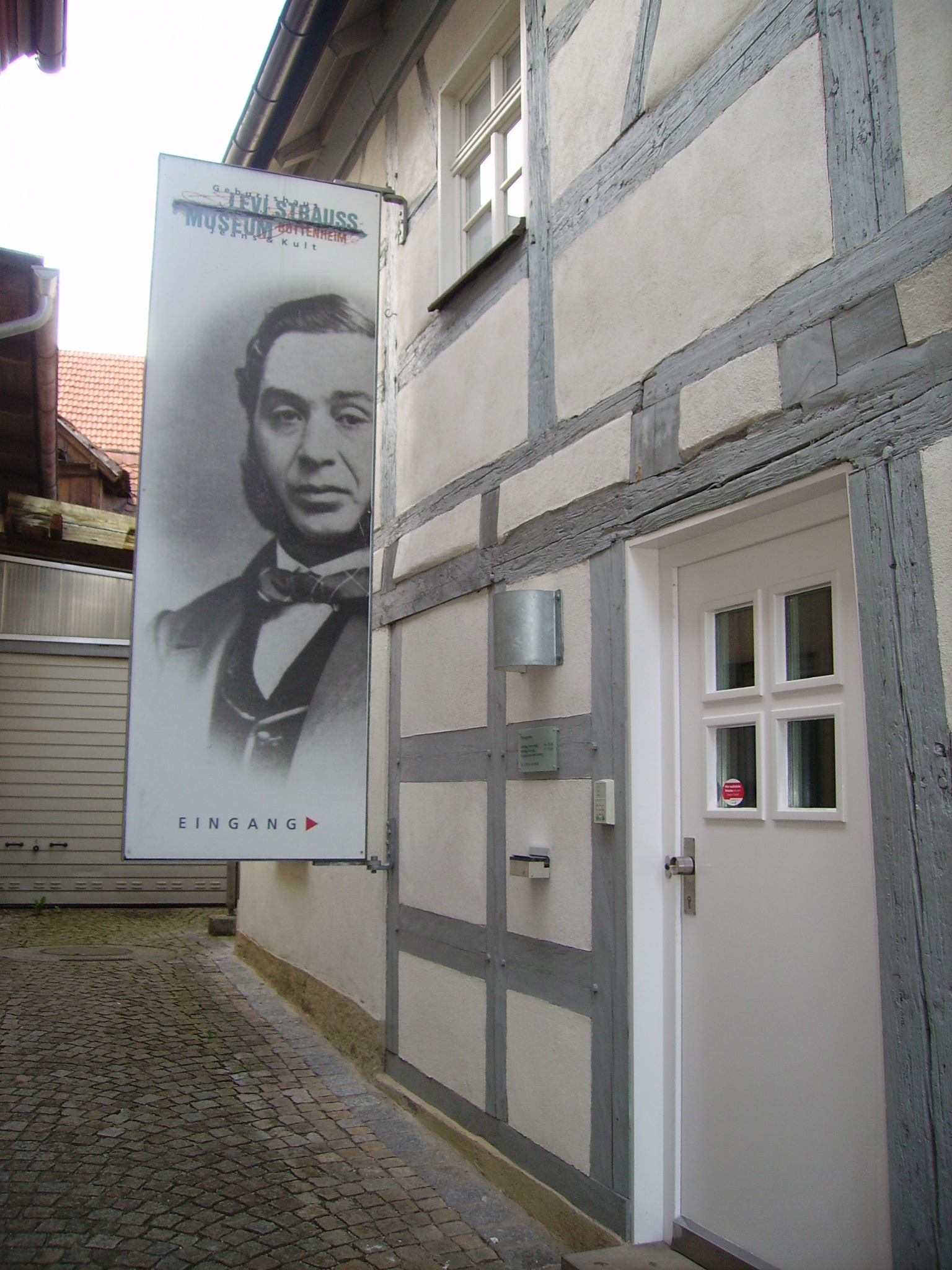
Museo Levi Strauss

## Legado
Levi Strauss, miembro de la rama Reformista del judaísmo, ayudó a establecer la Congregación Emanu-El, la primera sinagoga judía en la ciudad de San Francisco. También donó dinero a varias organizaciones benéficas, incluyendo fondos especiales para huérfanos. La Fundación Levi Strauss comenzó con una donación en 1897 a la Universidad de California, Berkeley, que proporcionó fondos para 28 becas.
El museo Levi Strauss está ubicado en la casa de 1687 donde Strauss nació en Buttenheim, Alemania. También hay un centro de visitantes en la sede de Levi Strauss & Co. en San Francisco, que cuenta con exhibiciones históricas.
En 1994, fue incluido en el Salón de los Grandes del Oeste del Museo Nacional del Vaquero y del Patrimonio del Oeste.